# Filips van Cognac
Filips van Cognac (Frans: Philippe de Cognac, Engels: Philip of Cognac; ca. 1180 (?) - na 1201) was een buitenechtelijke zoon van de Engelse koning Richard Leeuwenhart en niet bij naam bekende moeder. Zijn bestaan is slechts uit twee eigentijdse bronnen en één in de tweede helft van de 13e eeuw samengestelde oorkondenregister bekend. 
De Anglo-Normandische kroniekschrijver, Roger van Hoveden, vermeldde dat Filips in het najaar van 1199 de burggraaf Adhemar V van Limoges uit wraak voor de dood van zijn vader (enkele weken daarvoor) zou hebben gedood. Richard Leeuwenhart was namelijk in zijn strijd tegen de burggraaf bij de belegering van het kasteel van Châlus in april 1199 dodelijk gewond geraakt. Het waarheidsgehalte van deze wraakmoord is echter niet te controleren. Roger van Hoveden was echter geen ooggetuige van de gebeurtenissen uit 1199. Deze moord wordt door geen enkele ander bron bevestigd, maar in de plaats daarvan wordt er in een ter ere van de burggraaf gecomponeerd planh of klaaglied (Plac e sospir) van de troubadour Giraut de Borneil enkel van een onverwachte dood en niet van een onnatuurlijke dood van de burggraaf gesproken.
Filips wordt vervolgens in een in het jaar 1201 opgestelde oorkonde van zijn oom, koning Jan zonder Land, vermeld waarin een marc aan zilver als geschenk aan hem werd bevestigd: "Et Philippo f. R. Ricardi 1 m. de dono R." ("En aan Filips, z(oon) van k(oning)" Richard 1 m(arc) als geschenk van de k(oning)")
Filips werd door Roger van Hoveden gezegd in het bezit van het kasteel van Cognac te zijn geweest, dat hij van zijn vader zou hebben ontvangen. In een later opgesteld register van graaf Alfons van Poitiers (1220–1270) werd hij als voormalige kasteelheer vermeld, volgens dewelke Filips door een door zijn vader gearrangeerd huwelijk met de erfgename van een voorheen in Cognac woonachtige familie in het bezit van het kasteel kwam.

## Culturele nawerking
Het verhaal van Roger van Hoveden over Filips' vermeende wraakmoord op de burggraaf van Limoges werd enkele eeuwen later door William Shakespeare weer opgenomen: in zijn toneelstuk The Life and Death of King John wreekt de koninklijke bastaard Philip Faulconbridge de dood van zijn vader, Richard Leeuwenhart, door diens moordenaar, Limoges, Duke of Austria, te doden.
In de Britse televisiefilm Princess of Thieves (2001), met Keira Knightley in de titelrol, wordt de rol van Filips door Stephen Moyer vertolkt.